# Chawadżi Muchamied-Mirzajew
Chawadżi Muchamied-Mirzajew (ros. Хаваджи Мухамед-Мирзаев, ur. 1910 we wsi Ałchazurowo (obecnie w rejonie urus-martanowskim w Czeczenii), zm. 4 października 1943 w obwodzie czernihowskim) – radziecki wojskowy, starszy sierżant, nagrodzony pośmiertnie tytułem Bohatera Związku Radzieckiego (1944).

## Życiorys
Był Czeczenem. Uczył się w Instytucie Pedagogicznym w Nowoczerkasku, w latach 30. odbył służbę wojskową w Wojskach Pogranicznych NKWD na Dalekim Wschodzie. W jednej z potyczek z ludźmi naruszającymi granicę został ranny, potem zdemobilizowano go z powodu choroby. W 1940 ukończył szkołę Głównego Zarządu Ochrony Pożarniczej NKWD w Taszkencie i został inspektorem miejskiej ochrony pożarniczej w Leninabadzie (obecnie Chodżent), w 1941 został członkiem WKP(b). Od września 1941 służył w Armii Czerwonej, od 1942 brał udział w walkach frontowych. Walczył w bitwie pod Stalingradem. Był pomocnikiem dowódcy plutonu 3 szwadronu 60 gwardyjskiego pułku kawalerii 16 Gwardyjskiej Dywizji Kawalerii 7 Gwardyjskiego Korpusu Kawalerii 61 Armii Frontu Centralnego w stopniu starszego sierżanta, brał udział w walkach w rejonie meńskim w obwodzie czernihowskim we wrześniu 1943. W rejonie wsi Niwki w rejonie brahińskim 28 września 1943 wraz z plutonem sforsował Dniepr, wypierając oddziały wroga z prawego brzegu rzeki; został wówczas ranny. Kilka dni później zmarł z ran. 15 stycznia 1944 pośmiertnie nadano mu tytuł Bohatera Związku Radzieckiego i Order Lenina.